# El Magueyal, Jilotepec
El Magueyal, även benämnd El Maguey, är en ort i Mexiko, tillhörande kommunen Jilotepec i den västra delen av delstaten Mexiko. Orten hade 1 063 invånare vid folkräkningen 2010.